# Alleanza Libera Europea
L'Alleanza Libera Europea (ALE; in inglese: European Free Alliance, EFA) è un partito politico europeo che raggruppa vari partiti e movimenti in Stati europei (UE e non) che sostengono politiche di regionalismo, autonomismo, indipendentismo o simili forme di federalismo o di autogoverno per la propria regione o per le cosiddette nazioni senza Stato.
Al 2024 quattro regioni europee sono governate da partiti membri dell'ALE: le Fiandre da Matthias Diependaele (Nuova Alleanza Fiamminga), la Scozia da John Swinney (Partito Nazionale Scozzese), la Corsica da Gilles Simeoni (Femu a Corsica) e la Valle d'Aosta da Renzo Testolin (Union Valdôtaine).
In seno al Parlamento europeo l'ALE è alleata con il Partito Verde Europeo; costituisce con lo stesso e altre formazioni minori il gruppo di centro-sinistra I Verdi/Alleanza Libera Europea; ciononostante, gli eurodeputati della Nuova Alleanza Fiamminga siedono nel gruppo dei Conservatori e Riformisti europei, e altri iscritti in altri gruppi ancora.
Al Comitato europeo delle regioni gli esponenti dell'ALE costituiscono il gruppo Alleanza Europea.
La sezione giovanile dell'ALE è la European Free Alliance Youth (EFAy), fondata nel 2000, mentre il think tank del partito è la Fondazione Coppieters.

## Ideologia e posizioni
I partiti che compongono l'ALE sono prevalentemente di centro-sinistra e sinistra, ad eccezione di alcuni partiti di centro-destra come Futuro di Åland, e di destra come la Nuova Alleanza Fiamminga e la Süd-Tiroler Freiheit.
Punti fondanti oltre al diritto dell'autodeterminazione dei popoli e delle minoranze sono i diritti umani, il rispetto per l'ambiente, lo sviluppo sostenibile, l'attenzione per le tematiche sociali da contrapporre ad una sfrenata liberalizzazione. L'ALE promuove il concetto di "Europa delle regioni".

## Storia del partito
Fin dalle prime elezioni dirette del Parlamento europeo nel 1979 i regionalisti e i separatisti sono stati rappresentati: i primi furono il Partito Social Democratico e Laburista (SDLP) nordirlandese, il Partito Nazionale Scozzese (SNP), l'Unione Popolare (VU) delle Fiandre, il Fronte Democratico dei Francofoni (FDF) della Vallonia e l'altoatesina Südtiroler Volkspartei (SVP). Però non formarono insieme un gruppo: il SNP entrò nel Gruppo dei Democratici Europei del Progresso, il SDLP nel Gruppo dei Democratici Europei del Progresso, VU e FDF nel Gruppo di coordinamento tecnico e di difesa dei gruppi e dei deputati indipendenti e la SVP nel Gruppo Popolare.
Nel 1981 vari partiti regionalisti formarono un partito pan-europeo, l'Alleanza Libera Europea, ma fino al 1989 non formarono insieme un gruppo. A seguito delle elezioni europee del 1984 il SNP entra nel Gruppo dell'Alleanza Democratica Europea; il VU, l'UV e il Partito Nazionalista Basco nel Gruppo Arcobaleno e il Batasuna tra i Non iscritti.
Dopo le elezioni europee del 1989 i partiti regionalisti formano un nuovo Gruppo Arcobaleno, formato dai tre italiani della Lega Lombarda e del Partito Sardo d'Azione, i due spagnoli del Partito Nazionalista Basco e del Partito Andalusista, un belga del VU, un francese dell'Unione del Popolo Corso, uno scozzese del SNP e l'indipendente irlandese Neil Blaney.
Nel 1994 l'ALE fu costituita come federazione di partiti. Nel corso del congresso di Barcellona del 25 e 26 marzo 2004 l'ALE diventò un partito politico europeo ai sensi delle nuove norme UE (CE 2004/2003; Regolamento del Parlamento europeo e del Consiglio del 4 novembre 2003), riconosciuto ufficialmente il 13 ottobre 2004.
L'11 marzo 2006 l'ALE celebrò a Bruxelles i 25 anni dalla sua creazione.
In vista delle elezioni europee del 2024, il partito presentò due Spitzenkandidaten alla presidenza della Commissione europea: Maylis Roßberg e Raül Romeva.

## Finanziamento
In quanto partito politico europeo registrato, l'ALE ha diritto al finanziamento pubblico europeo, che riceve ininterrottamente dal 2004.
Di seguito è riportata l'evoluzione dei finanziamenti pubblici europei ricevuti dall'ALE.
Importo (€)Finanziamento pubblico europeo dei partiti politici europei0200.000400.000600.000800.0001.000.0001.200.0001.400.0002004200720102013201620192022Importo massimo del finanziamento pubblicoImporto del finanziamento pubblico effettivamente ricevuto
In linea con il regolamento sui partiti politici europei e sulle fondazioni politiche europee, l'ALE raccoglie anche fondi privati per cofinanziare le proprie attività. Nel 2025, i partiti europei dovranno raccogliere almeno il 10% delle loro spese rimborsabili da fonti private, mentre il resto potrà essere coperto dal finanziamento pubblico europeo.
Di seguito è riportata l'evoluzione dei contributi e delle donazioni ricevuti dall'ALE.
Importo (€)Contributi raccolti dai partiti politici europei30.00040.00050.00060.00070.00080.00090.000100.000110.00020042008201220162020ALE
Importo (€)Donazioni raccolte dai partiti politici europei0200040006000800010.0002004200720102013201620192022ALE

## Membri

### Partiti membri attuali
| Stato            | Partito                                              | Nome/i locale/i                                                                          | Regione/Minoranza                                | Eurodeputati (X)       |
| ---------------- | ---------------------------------------------------- | ---------------------------------------------------------------------------------------- | ------------------------------------------------ | ---------------------- |
| Albania          | Alleanza Macedone per l'Integrazione Europea         | Aleanca Maqedonase për Integrimin Europian / Македонска Алијанса за Европска Интеграција | Macedoni                                         |                        |
| Austria          | Lista Unità                                          | Enotna lista                                                                             | Carinzia Slovena                                 | 0                      |
| Azerbaigian      | Partito Democratico dell'Artsakh                     | Արցախի ժողովրդավարական կուսակցություն                                                    | Repubblica dell'Artsakh                          | /                      |
| Belgio           | Nuova Alleanza Fiamminga                             | Nieuw-Vlaamse Alliantie                                                                  | Fiandre                                          | 3 / 22Gruppo ECR       |
| Bulgaria         | Organizzazione Unita Macedone Ilinden–Pirin          | Обединена македонска организация: Илинден–Пирин                                          | Macedonia                                        | 0                      |
| Danimarca        | Partito dello Schleswig                              | Schleswigsche Partei                                                                     | Minoranza tedesca nello Schleswig settentrionale | 0                      |
| Finlandia        | Futuro di Åland                                      | Ålands Framtid                                                                           | Isole Åland                                      | 0                      |
| Francia          | Partito Occitano                                     | Partit Occitan                                                                           | Occitania                                        | 0                      |
| Francia          | Femu a Corsica                                       | Femu a Corsica                                                                           | Corsica                                          | 0                      |
| Francia          | Partito della Nazione Corsa                          | Partitu di a Nazione Corsa                                                               | Corsica                                          | 0                      |
| Francia          | Unione Democratica Bretone                           | Unvaniezh Demokratel Breizh                                                              | Bretagna                                         | 0                      |
| Francia          | Terra Nostra                                         | Unser Land                                                                               | Alsazia                                          | 0                      |
| Francia          | Unità Catalana                                       | Unitat Catalana                                                                          | Catalogna settentrionale                         | 0                      |
| Francia          | Movimento Regione Savoia                             | Movement Règion Savouè                                                                   | Savoia                                           |                        |
| Germania         | Partito Bavarese                                     | Bayernpartei                                                                             | Baviera                                          | 0                      |
| Germania         | Associazione degli Elettori del Sud Schleswig        | Sydslesvigsk Vælgerforening / Südschleswigscher Wählerverband                            | Danesi, Frisia settentrionale                    | 0                      |
| Grecia           | Partito dell'Amicizia, dell'Eguaglianza e della Pace | Dostluk-Eşitlik-Barış Partisi / Κόμμα Ισότητας, Ειρήνης και Φιλίας                       | Turchi nella Tracia occidentale                  | 0                      |
| Italia           | Patto per l'Autonomia                                | Pat Pe Autonomie / Pakt Za Avtonomijo / Pakt Für die Autonomie / Patto Per l'Autonomia   | Friuli Venezia Giulia                            | 0                      |
| Italia           | Süd-Tiroler Freiheit                                 | Süd-Tiroler Freiheit                                                                     | Südtirol                                         | 0                      |
| Italia           | Union Valdôtaine                                     | Union Valdôtaine                                                                         | Valle d'Aosta                                    |                        |
| Italia           | Siciliani Liberi                                     | Siciliani Liberi                                                                         | Sicilia                                          | 0                      |
| Italia           | Ora Toscana                                          | Ora Toscana                                                                              | Toscana                                          | 0                      |
| Italia           | Romagna Unita                                        | Rumâgna Unida                                                                            | Romagna                                          | 0                      |
| Paesi Bassi      | Partito Nazionale Frisone                            | Fryske Nasjonale Partij                                                                  | Frisia                                           | 0                      |
| Rep. Ceca        | Movimento Moravo                                     | Moravské Zemské Hnutí                                                                    | Moravia-Slesia                                   | 0                      |
| Regno Unito      | Partito del Galles                                   | Plaid Cymru                                                                              | Galles                                           | /                      |
| Regno Unito      | Partito Nazionale Scozzese                           | Scottish National Party / Pàrtaidh Nàiseanta na h-Alba / Scottis Naitional Pairtie       | Scozia                                           | /                      |
| Regno Unito      | Figli della Cornovaglia                              | Mebyon Kernow                                                                            | Cornovaglia                                      | /                      |
| Regno Unito      | Partito dello Yorkshire                              | Yorkshire Party                                                                          | Yorkshire                                        | /                      |
| Romania          | Alleanza Ungherese di Transilvania                   | Erdélyi Magyar Szövetség                                                                 | Ungheresi di Transilvania                        | 0                      |
| Serbia           | Lega dei Socialdemocratici di Voivodina              | Лига социјалдемократа Војводине / Liga socijaldemokrata Vojvodine                        | Voivodina                                        | /                      |
| Slovenia         | Oliva                                                | Oljka                                                                                    | Istria slovena                                   | 0                      |
| Spagna           | Blocco Nazionalista Galiziano                        | Bloque Nacionalista Galego                                                               | Galizia                                          | 1 / 61Gruppo Verdi/ALE |
| Spagna           | Stato Aragonese                                      | Estau Aragonés                                                                           | Aragona                                          |                        |
| Spagna           | Partito Socialista di Mallorca                       | Partit Socialista de Mallorca                                                            | Baleari                                          | 0                      |
| Spagna           | Più per Minorca                                      | Més per Menorca                                                                          | Baleari                                          |                        |
| Spagna           | Andalusia per il Sì                                  | Andalucía por Sí                                                                         | Andalusia                                        | 0                      |
| Spagna           | Nueva Canarias                                       | Nueva Canarias                                                                           | Canarie                                          | 0                      |
| Spagna           | Més–Compromís                                        | Més–Compromís                                                                            | Comunità Valenciana                              | 1 / 61Gruppo Verdi/ALE |
| Spagna / Francia | Solidarietà Basca                                    | Eusko Alkartasuna                                                                        | Paesi Baschi                                     | 0                      |
| Spagna / Francia | Sinistra Repubblicana di Catalogna                   | Esquerra Republicana de Catalunya                                                        | Paesi catalani                                   | 1 / 61Gruppo Verdi/ALE |

- Gli europarlamentari Manuela Ripa e Pernando Barrena sono membri a titolo individuale dell'ALE.

### Ex membri
| Stato            | Partito                                             | Regione/Minoranza       | Adesione | Motivo dell'uscita                                            |
| ---------------- | --------------------------------------------------- | ----------------------- | --- | ------------------------------------------------------------- |
| Belgio           | Unione Popolare                                     | Fiandre                 | 1981 | Divisosi in Nuova Alleanza Fiamminga e SPIRIT                 |
| Belgio           | Partito Social-Liberale                             | Fiandre                 | 2001 | Attività cessata nel 2009                                     |
| Belgio           | Raggruppamento Popolare Vallone                     | Vallonia                | 1982 | Attività cessata come partito nel 2011                        |
| Belgio           | Partito della Comunità Germanofona del Belgio       | Comunità tedesca        | 1981 | Fusosi nel ProDG nel 2008                                     |
| Belgio           | Pro Comunità Germanofona                            | Comunità tedesca        | 2009/2011 |                                                               |
| Rep. Ceca        | Moraviani                                           | Moravia                 | 2006 | non più membro nel 2018                                       |
| Francia          | Associazione Nazionale Alsazia-Lorena               | Alsazia, Lorena         | 1981 |                                                               |
| Francia          | Unione del Popolo Corso                             | Corsica                 | 1981 | Fusosi nel PNC nel 2002                                       |
| Francia          | Partito per l'Organizzazione di una Bretagna Libera | Bretagna                | 1981 | Attività cessata nel 2000                                     |
| Francia          | Lega Savoiarda                                      | Savoia                  | 1999/2000 | Attività cessata nel 2012                                     |
| Germania         | I Frisi                                             | Frisia orientale        | 2007 | non più membro nel 2018                                       |
| Irlanda          | Independent Fianna Fáil                             | Irlanda                 | 1981 | Attività cessata nel 2006                                     |
| Italia           | Partito Sardo d'Azione                              | Sardegna                | 1984 | Sospeso ad agosto 2018 e espulso nell'ottobre 2020            |
| Italia           | Lega Lombarda                                       | Lombardia               | 1989/1990 | Unitasi alla Lega Nord nel 1991                               |
| Italia           | Liga Veneta                                         | Veneto                  | 1989/1990 | Unitasi alla Lega Nord nel 1991                               |
| Italia           | Lega Nord                                           | Padania                 | 1991 | Sospesa nel 1994, uscita nel 1996 e unitasi a ELDR            |
| Italia           | Alleanza Libera Emiliana                            | Emilia                  | 1999/2000 | Attività cessata nel 2010                                     |
| Italia           | Movimento per l'Indipendenza della Sicilia          | Sicilia                 | 2009 |                                                               |
| Italia           | Autonomie Liberté Participation Écologie            | Valle d'Aosta           | Unitasi nel 2019 con l'Unione Valdostana Progressista per correre alle elezioni regionali del 2020 nell'Alleanza Valdostana |                                                               |
| Italia           | Bürger Union für Südtirol                           | Südtirol                | 1989 | Espulso nel 2008 per opposizione alla Dichiarazione di Bilbao |
| Italia           | L'Altro Sud                                         | Italia meridionale      | 2014-2022 | non più membro dal 2022                                       |
| Italia           | Pro Lombardia Indipendenza                          | Lombardia               | 2015-2022 | non più membro dal 2022                                       |
| Italia           | Patrie Furlane                                      | Friuli                  | 2017-2022 | non più membro dal 2022                                       |
| Italia           | Liga Veneta Repubblica                              | Veneto                  | 1999-2022 | non più membro dal 2022                                       |
| Lituania         | Partito Popolare Polacco Lituano                    | Polacchi in Lituania    | 2003/2004 | Attività cessata nel 2010                                     |
| Romania          | Lega Transilvania–Banato                            | Transilvania, Banato    | | Cessata attività                                              |
| Romania          | Partito Rinnovato dell'Unione Rom in Romania        | Rom                     | 2009 | Attività cessata nel 2012                                     |
| Slovacchia       | Partito Federalista Ungherese                       | Ungheresi in Slovacchia | | Bandito nel 2005                                              |
| Spagna           | Convergenza Democratica di Catalogna                | Catalogna               | 1981 | Unitosi al gruppo ELDR in 1987                                |
| Spagna           | Coalizione Canaria                                  | Canarie                 | 1994 | Uscito nel 1999 e unitosi al gruppo ELDR                      |
| Spagna           | Unione Aragonese                                    | Aragona                 | 2003/2004 |                                                               |
| Spagna           | Partito Andalusista                                 | Andalusia               | 1999 | disciolto nel 2015                                            |
| Spagna / Francia | Partito Aralar                                      | Paesi Baschi            | 2012/2013 | disciolto nel 2017, i suoi membri confluiti del EH Bildu      |
| Spagna / Francia | Partito Nazionalista Basco                          | Paesi Baschi            | 1999 | Uscito nel 2004 e unitosi al EDP                              |

### Membri individuali
L'ALE comprende anche un certo numero di membri individuali, sebbene, come la maggior parte degli altri partiti europei, non abbia cercato di sviluppare un'adesione individuale di massa.
Di seguito è riportata l'evoluzione dell'adesione individuale all'ALE dal 2019.
Membri individualiMembri individuali dei partiti politici europei0246810201920202021202220232024ALE

## Nelle istituzioni dell'Unione europea
| Organizzazione     | Istituzione                         | Numero di seggi |
| ------------------ | ----------------------------------- | --------------- |
| Unione europea     | Parlamento europeo                  | 8 / 720         |
| Unione europea     | Commissione europea                 | 0 / 27          |
| Unione europea     | Consiglio europeo (Capi di governo) | 1 / 27          |
| Unione europea     | Consiglio dell'UE (Ministri)        |                 |
| Unione europea     | Comitato delle regioni              | 17 / 329        |
| Consiglio d'Europa | Assemblea parlamentare              |                 |